# Platergrub
De Platergrub is een beek in Nederlands Zuid-Limburg in de gemeente Gulpen-Wittem. De beek ligt in buurtschap Plaat ten zuiden van Epen op de linkeroever van de Terzieterbeek, een zijrivier van de Geul.
De beek heeft slechts één tak.

## Ligging
De beek ligt in het Geuldal in de overgang naar het Plateau van Crapoel dat in het westen omhoog rijst. Hoger op de helling ligt het Onderste Bosch. De beek ontspringt ten westen van Plaat in de velden. De beek stroomt daarna in oostelijke richting om ongeveer halverwege het traject onder de Terzieterweg door te gaan en vanaf daar parallel aan de Plaatweg verder te stromen. Na een totale lengte van ongeveer een 500 meter mondt de Platergrub in Plaat uit in de Terzieterbeek, tussen de Fröschebron en de monding van de Terzieterbeek in de Geul in, niet ver van de Volmolen. Op ongeveer een halve kilometer noordelijker loopt grofweg parallel aan de Platergrub de Dorphoflossing.
Bij de monding van de Platergrub ligt het noordelijke uiteinde van de heuvelrug waarop Kuttingen gelegen is.